# Liste der Kulturdenkmale in Klosterbuch
In der Liste der Kulturdenkmale in Klosterbuch sind die Kulturdenkmale des Leisniger Ortsteils Klosterbuch verzeichnet, die bis Mai 2023 vom Landesamt für Denkmalpflege Sachsen erfasst wurden (ohne archäologische Kulturdenkmale). Die Anmerkungen sind zu beachten.
Diese Aufzählung ist eine Teilmenge der Liste der Kulturdenkmale in Leisnig.

## Klosterbuch
| Bild                                    | Bezeichnung | Lage                        | Datierung | Beschreibung | ID       |
| --------------------------------------- | --- | --------------------------- | --- | --- | -------- |
| Direkt Bild zu diesem Denkmal hochladen | Wohnhaus in offener Bebauung | Klosterbuch (Karte)         | Bezeichnet mit 1889 | Inmitten des Klosterkomplexes gelegenes villenartiges Wohngebäude von ortsbildprägender und ortsentwicklungsgeschichtlicher Bedeutung. Zwei Geschosse, Putzfassade, Ziegelmauerwerk, Mansardwalmdach. In der ehemaligen Denkmalliste unter dem Bauwerksnamen „Maylust“ geführt. Der Name leitet sich offensichtlich vom Minkwitzer Oberförster Oswald May ab, welcher von 1854 bis 1856 Aussichtspunkte, Wanderwege und waldparkartige Anlagen in der Umgebung von Klosterbuch anlegen ließ. Unter „Maylust“ wird ein Aussichtspunkt gegenüber dem Klostergelände am „Tanne-Berg“ bezeichnet. Es ist davon auszugehen, dass der Bauwerksname in der alten Denkmalliste falsch war. | 08967621 |
| Weitere Bilder                          | Straßenbrücke über die Freiberger Mulde (Klosterbucher Muldenbrücke) | Klosterbuch (Karte)         | Bezeichnet mit 1889 | Dreibogenbrücke, Zeugnis der Orts- und Verkehrsgeschichte. Die Brücke mit drei korbbogenförmigen Gewölben besitzt eine Gesamtlänge von 77,5 m. Die Bögen bestehen an den Außenseiten aus je einer Reihe sichtbarer Natursteinquader. Dazwischen bildet Konglomeratbeton das Gewölbe. Die Simssteine im Kappenbereich bestehen aus Sandstein. Das Zyklopenmauerwerk an den Stirnseiten der Brücken wurde aus Leisniger Quarzporphyr erstellt. Die vorstehenden Pfeiler sind sowohl ober- als auch unterstromseitig rund ausgebildet. Die sich in Kämpferhöhe befindlichen Pfeilerköpfe wurden mit Sandsteinplatten abgedeckt. Den Fluss überspannen drei Bögen mit lichten Weiten von 19,5 m, 21,0 m und 19,5 m. Die Bogenbreite beträgt 5,8 m. | 08967613 |
| Weitere Bilder                          | Ehemaliges Zisterzienserkloster Buch (Sachgesamtheit) | Klosterbuch 1 (Karte)       | Um 1192 | Sachgesamtheit Zisterzienserkloster Buch, Anlage des ehemaligen Zisterzienserklosters Buch mit den Einzeldenkmalen: Gutskapelle (aus ehemaliger Klosterkirche hervorgegangen), Klausur- und Koventgebäuden, ehem. Abtshaus mit Resten des Infirmeriegebäudes, der Ruine des ehemaligen Malzhauses, dem ehemaligen Netzehaus (später Schmiede), den Wirtschaftsgebäuden II und III, dem Kuhstall sowie den Klostermauern (siehe 08967619); einzigartige weitläufige ehemalige Klosteranlage von überregionaler Bedeutung für die Bau- und Kunstgeschichte und die sächsische Kulturlandschaft. Bau- und Kunstgeschichte der Stiftsanlage: Die bauliche Entwicklung der Klosteranlage vollzog sich in einer Schleife der Freiberger Mulde, unmittelbar am Ufer eines größeren Flusses, was im Hinblick auf die Hochwassergefahr ungewöhnlich für Zisterzienserklöster war. An drei Seiten war das Klostergelände von Wasser umgeben, lediglich im Norden bestand eine Wegeverbindung in das Umland und nach Leisnig. An dieser Stelle befand sich auch das Torhaus, direkt über der heutigen Straße, in unmittelbarer Nachbarschaft zur späteren Schmiede. Vom Torhaus führten zwei Wege in das Kloster, einer in südwestliche Richtung, ein anderer südöstlich in den Bereich des heutigen Gutshofes. Die Kirche stand nördlich der Klausur, die mit ihren südlichen Teilen nahe an das Flussufer heranreichte. Östlich davon erhebt sich das spätmittelalterliche Abtshaus, dem wiederum östlich der Bau der in ihrer Substanz jedoch älteren Infirmerie angegliedert ist. Wirtschaftsgebäude standen südlich und auch westlich der Klausur, entlang der hier noch erhaltenen Klostermauer. Zu nennen sind vor allem Brauhaus, Malzhaus und Mühle. Etwas nördlich davon erstreckte sich ein nur archäologisch nachweisbares Bauwerk mit einer kleinen Kapelle, vielleicht ein Gästehaus. | 09303724 |
| Weitere Bilder                          | Anlage des ehemaligen Zisterzienserklosters Buch mit Gutskapelle mit Ausstattung (aus ehemaliger Klosterkirche hervorgegangen), Klausur- und Koventgebäuden, ehemaliges Abtshaus mit Resten des Infirmeriegebäudes, der Ruine des ehemaligen Malzhauses, dem ehemaligen Netzehaus (später Schmiede), den Wirtschaftsgebäuden II und III, dem Kuhstall sowie den Klostermauern (Einzeldenkmale der Sachgesamtheit 09303724) | Klosterbuch 1 (Karte)       | Um 1190 (Kirche); ab 1192 bis Mitte 13. Jahrhundert (Kapitelhaus); Ende 13. Jahrhundert (Infirmeriegebäude); 1396 datiert (Abtshaus); 16. Jahrhundert (ehemaliges Back- und Badehaus, später Brennerei); 1803 (Stall- und Schuppengebäude mit Backhaus); 1890 (ehemaliger Kuhstall) | Einzeldenkmale des Zisterzienserklosters Buch; einzigartige weitläufige ehemalige Klosteranlage mit überregionaler Bedeutung für die Bau- und Kunstgeschichte und die sächsische Kulturlandschaft | 08967619 |
| Direkt Bild zu diesem Denkmal hochladen | Vermutlich ehemals zur Mühle gehörendes Gebäude | Klosterbuch 8 (bei) (Karte) | 1. Hälfte 19. Jahrhundert | Aus dem beginnenden 19. Jahrhundert stammender Putzbau, welcher zum Ende des 19. Jahrhunderts umgebaut wurde, ortsgeschichtlich und ortsbildprägend von Bedeutung. Zweigeschossiger Putzbau mit später aufgesetztem Drempelgeschoss und flachgeneigtem Satteldach. Vermutlich in der 1. Hälfte des 19. Jahrhunderts als zweigeschossiger Bruchsteinbau mit Eckquaderung errichtet. Die ursprünglichen Fenstergewände blieben erhalten. Im Obergeschoss findet sich eine Türöffnung. Auch dort blieben Fenstergewände aus der Bauzeit erhalten. Ende des 19. Jahrhunderts erfolgte eine Aufstockung, diese mit Ziegeln gemauert, dabei wurde auch ein neues, vermutlich flacheres Satteldach aufgesetzt. Das Gebäude könnte zur ehem. Mühle gehört haben. In einer Chronik wird 1764 eine Mahl-, Schneide- und Ölmühle erwähnt. 1858 erwarb der Fabrikant Gerlach diese Mühle, die dann 1879 abbrannte. Sie wurde als Pappenfabrik wieder aufgebaut. Nach zwischenzeitlicher Stilllegung wurde sie dann bis 1940 betrieben. In diesem Jahr brannte sie fast vollständig ab. Ca. 1958 wurden eingestürzte und baufällige Gebäude abgebrochen. Möglicherweise gehörte der heute erhaltene Putzbau zum Mühlenkomplex. | 08967620 |
|                                         | Wohnhaus, eventuell ehemaliges Fährhaus | Klosterbuch 9 (Karte)       | Nach 1821 laut Meilenblatt | Markanter Putzbau mit originalem barocken Dachstuhl und klassizistischem Haustürportal, ortsgeschichtlich von Wert. Zwei Geschosse, klassizistisches Haustürportal, barocker Dachstuhl original. | 08967614 |
| Weitere Bilder                          | Gasthaus (ehemalige Klosterschänke Zum frohen Mönch) | Klosterbuch 23 (Karte)      | 1817, Baugenehmigung 1798 | Wirkungsvoller Barockbau mit hohem Krüppelwalmdach gegenüber dem Klosterkomplex, Dokumentations- und Erinnerungswert, bau- und regionalgeschichtlich von Bedeutung. Zwei Geschosse, fünf Achsen im Obergeschoss, Erdgeschoss Massivmauerwerk und Natursteingewände, Haustür mit Korbbogenportal, Krüppelwalmdach. | 08967617 |
| Weitere Bilder                          | Zwei Wohnhäuser, ehemalige Lehrerwohnhäuser der Außenstelle der Fürstenschule Grimma (heute Fachwerkhof-Archehof-Klosterbuch) | Klosterbuch 24, 25 (Karte)  | 1846 (Wohnhaus Klosterbuch 24); 1862 (Wohnhaus Klosterbuch 25) | Zeit- und landschaftstypische Fachwerkgebäude in ortsbildprägender Lage unmittelbar gegenüber dem Klosterkomplex, bau- und ortsgeschichtlich von Bedeutung. - Wohnhaus, Nummer 24: Zwei Geschosse, Obergeschoss Sichtfachwerk, originales Krüppelwalmdach mit Ziegeldeckung, Erdgeschoss Mischmauerwerk, acht Achsen, laut Faltblatt des Landratsamtes Mittelsachsen 1846 für Lehrer und anderes Personal der ausgelagerten landwirtschaftlichen Fürstenschule von Grimma erbaut. - Wohnhaus, Nummer 25, heute Büro- und Wohngebäude: 1862 für Lehrer und Personal der landwirtschaftlichen Fürstenschule, nachdem die Kapazität des anderen Wohnhauses ausgelastet war, neu erbaut (Quelle: Faltblatt Landratsamt Mittelsachsen), zwei Geschosse, im Obergeschoss fünf Achsen, Erdgeschoss Bruchsteinmauerwerk, Obergeschoss Fachwerk teilweise neu ausgeführt mit Lehmsteinfachung, durch Hochwasser stark geschädigt, vermutlich teilweise wieder aufgebaut. Während des Zweiten Weltkrieges waren im Hof Flüchtlinge untergebracht. Nach Kriegsende wurde das Kloster zum Volkseigenen Gut. Der Fachwerkhof wurde angegliedert. Die Häuser wurden als Wohnhäuser für das Volksgut genutzt. Danach Unterkunft für Menschen ohne Wohnungen. Seit 2001 Privateigentum. 2002 durch das Hochwasser stark in Mitleidenschaft gezogen, wurde der Fachwerkhof wieder denkmalgerecht aufgebaut. | 08967616 |
|                                         | Empfangsgebäude eines Bahnhofs | Klosterbuch 32 (Karte)      | 1868 | Putzbau mit Fassadengliederung der Bahnstrecke Borsdorf–Coswig, verkehrs- und regionalgeschichtlich von Bedeutung. Zwei Geschosse, Putzfassade, Bruchsteinsockel, original: Fenster, Haustür. | 08967622 |

## Ehemaliges Denkmal
| Bild | Bezeichnung            | Lage                   | Datierung           | Beschreibung | ID       |
| ---- | ---------------------- | ---------------------- | ------------------- | --- | -------- |
|      | Ehemaliges Postgebäude | Klosterbuch 31 (Karte) | Bezeichnet mit 1895 | Gegenüber dem Bahnhof stehender Putzbau, ortsgeschichtlich von Wert. Zwei Geschosse, vier Achsen, Putzfassade mit Putzgliederung, Natursteinsockel, Zyklopmauerwerk, Sandsteingesims, leerstehend (2007, 2011), original: Haustür (?), Treppenhaus, sehr schöne originale Fenster (2011 nicht erhalten), teilweise Innentüren (2011 wohl kaum noch vorhanden), Einfriedung links und Stützmauer aus Bruchstein zum Berg hin mit Bergkeller (nur Bergkeller Denkmal) 2017 oder 2018 abgerissen. | 09300750 |

## Tabellenlegende
- Bild: Bild des Kulturdenkmals, ggf. zusätzlich mit einem Link zu weiteren Fotos des Kulturdenkmals im Medienarchiv Wikimedia Commons. Wenn man auf das Kamerasymbol klickt, können Fotos zu Kulturdenkmalen aus dieser Liste hochgeladen werden:
- Bezeichnung: Denkmalgeschützte Objekte und ggf. Bauwerksname des Kulturdenkmals
- Lage: Straßenname und Hausnummer oder Flurstücknummer des Kulturdenkmals. Die Grundsortierung der Liste erfolgt nach dieser Adresse. Der Link (Karte) führt zu verschiedenen Kartendiensten mit der Position des Kulturdenkmals. Fehlt dieser Link, wurden die Koordinaten noch nicht eingetragen. Sind diese bekannt, können sie über ein Tool mit einer Kartenansicht einfach nachgetragen werden. In dieser Kartenansicht sind Kulturdenkmale ohne Koordinaten mit einem roten bzw. orangen Marker dargestellt und können durch Verschieben auf die richtige Position in der Karte mit Koordinaten versehen werden. Kulturdenkmale ohne Bild sind an einem blauen bzw. roten Marker erkennbar.
- Datierung: Baubeginn, Fertigstellung, Datum der Erstnennung oder grobe zeitliche Einordnung entsprechend des Eintrags in der sächsischen Denkmaldatenbank
- Beschreibung: Kurzcharakteristik des Kulturdenkmals entsprechend des Eintrags in der sächsischen Denkmaldatenbank, ggf. ergänzt durch die dort nur selten veröffentlichten Erfassungstexte oder zusätzliche Informationen
- ID: Vom Landesamt für Denkmalpflege Sachsen vergebene, das Kulturdenkmal eindeutig identifizierende Objekt-Nummer. Der Link führt zum PDF-Denkmaldokument des Landesamtes für Denkmalpflege Sachsen. Bei ehemaligen Kulturdenkmalen können die Objektnummern unbekannt sein und deshalb fehlen bzw. die Links von aus der Datenbank entfernten Objektnummern ins Leere führen. Ein ggf. vorhandenes Icon  führt zu den Angaben des Kulturdenkmals bei Wikidata.

## Ausführliche Denkmaltexte
1. ↑   Geschichte des Zisterzienserklosters Buch:

Das ehemalige Kloster befindet sich ca. vier Kilometer östlich der Stadt Leisnig am rechten Ufer der Freiberger Mulde, die hier innerhalb eines breiten, trogförmigen Tales eine markante Schleife bildet.

Ein genaues Gründungsjahr ist nicht bekannt. Die Gründung könnte vermutlich zwischen 1188 und 1190 gewesen sein. Überliefert ist, dass am 17. August 1192 der Konvent mit zwölf Mönchen aus dem Kloster Sittichenbach bei Eisleben in die damals existierende Klosteranlage einzog. Gründer des Klosters war Burggraf Heinrich III. von Leisnig. Am 1. Dezember 1192 erfolgt die urkundliche Bestätigung der Klostergründung durch Kaiser Heinrich VI.

Eine Vorgängeranlage gab es nicht. An der Stelle des Klosters soll sich das Dorf Buch befunden haben, das nördlich oberhalb des Talrandes als Altenhof neu angelegt wurde. Das neue Kloster wurde dem Patrozinium der Hl. Jungfrau Maria und des Hl. Bernhard sowie des Hl. Aegidius unterstellt. 1525 mit dem Tod des letzten Abtes Antonius Dytz wurde das Kloster aufgehoben. Kurfürst Johann hatte die Neuwahl eines Abtes verhindert und zog 1526 den gesamten Klosterbesitz ein.

Das Kloster blieb nach der Säkularisation zunächst in kurfürstlichem Besitz, ab 1527 fungierte Caspar von Kitzscher als Verwalter. Den verbliebenen Mönchen stand es frei, weiterhin zu bleiben oder sich abfinden zu lassen. 1544 zog man das Klosteramt ein und vereinigte es mit dem Amt Leisnig. Als Leisnig nach dem Schmalkaldischen Krieg in das neue, von Moritz regierte albertinische Kurfürstentum Sachsen eingegliedert wurde, gab man das ehemalige Kloster samt seiner Vorwerke und Güter 1550 zur wirtschaftlichen Ausstattung an die neu gegründete Fürstenschule Grimma. Kirche, Abteigebäude, Fischerhaus, Küche, Heuscheune und zwei Gärten wurden jedoch nicht verkauft. Bald aber zwangen Unregelmäßigkeiten und Veräußerungen von Teilen der Güter den Kurfürsten zum Eingreifen. August entzog der Fürstenschule den Besitz wieder, ließ die unredlichen Weiterverkäufe rückabwickeln und wandelte die Einrichtung in ein schriftsässiges Rittergut um, welches er Hans von Schleinitz verkaufte. Wiederum blieben Kirche und Klausurbereich zunächst davon unberührt, ob aus Gründen der Unrentabilität oder anderen Erwägungen ist unbekannt. Bereits nach der Jahrhundertmitte müssen erste Verfallserscheinungen an den zentralen Klosterbauten eingetreten sein, nicht auszuschließen ist die mehr oder weniger legale Gewinnung von Baumaterial.

Im ausgehenden 16. Jahrhundert, wahrscheinlich unter dem Besitzer Johann von Zeschau, baute man das Abtshaus zum Herrenhaus des Ritterguts um. Zu dieser Zeit ist offenbar auch bereits an der neuen Gutskapelle gearbeitet worden, die – durchaus absichtsvoll – direkt über den Ostteilen der Klosterkirche errichtet wurde. Mit Sicherheit fand dafür Abbruchmaterial der mittelalterlichen Gebäude Verwendung. Die Eigentumsfrage hatte sich um 1600 vermutlich geklärt.

Im Dreißigjährigen Krieg wurde die Rittergutsanlage mehrfach geplündert und beschädigt. Offenbar resultierte daraus der Konkurs des Gutsherrn Johann Christoph von Zeschau. Noch 1651 bemüht sich Kurfürst Johann Georg I. um eine Veräußerung der Liegenschaft. Erst 1663 kam sie durch Versteigerung erneut an die Landesschule Grimma. Diese verpachtete die Gutswirtschaft fortan mit all ihren Rechten.

Die für den 14. April 1678 belegte Weihe der Gutskapelle war offenbar die Neuweihe nach der Beseitigung der Kriegsschäden und der Überführung des Gutes in neues Eigentum. Mit dem Verfall der Kirche und der anschließenden Klausurgebäude hatte sich der bauliche Schwerpunkt nach Ostern verlagert. Zentrum war nunmehr der große Gutshof mit dem Herrenhaus, um den sich die wichtigsten Bauwerke und Anlagen gruppierten. Anstelle des Kreuzganges erstreckten sich Gärten. Das langgestreckte Kapitelhaus diente als Kornhaus. 1818 bauten man dessen Gewölbe zum Kuhstall um und entfernte Trennwände. In der einstigen Infirmerie neben dem Abtshaus war ein Brauhaus eingerichtet.

1836 fiel die Anlage erneut an die Landesherrschaft und bekam den Status eines königlichen Kammergutes, die Gerichtsbarkeit – bis dahin vom Schulamt Grimma ausgeübt – wurde fortan dem Amt Leisnig übertragen. 1873 renovierte der Leipziger Baumeister Hugo Altendorff die Gutskapelle. 1882 erfolgte der Einbau eines neuen Stalles im Kapitelhaus durch Landbaumeister Julius Temper ohne Rücksicht auf die mittelalterlichen Gewölbe zu nehmen. 1895 entstand an der Nordseite des Hofes anstelle mehrerer kleiner Wirtschaftsbauten eine neue große Scheune (später als Kuhstall genutzt), die noch heute in erheblichem Maß das Bauensemble prägt.

Nach dem Zweiten Weltkrieg und der Bodenreform gelangte das Gut zunächst in den Besitz der SED und wurde 1955 in ein volkseigenes Gut (VEG) umgewandelt. Die nun folgende Periode war nicht durch einen pfleglichen Umgang mit der überkommenen Bausubstanz gekennzeichnet. Erst in den späten 1980er Jahren setzte allmählich ein Wandel ein, der auch von der Erkenntnis getragen war, dass die Klosterbauten für einen modernen Landwirtschaftsbetrieb keine Perspektive mehr boten. Der insbesondere nach 1990 aufkeimende Drang nach angemessenem Umgang mit dem historischen Ort und die Neuausrichtung des Gutsbetriebes führten alsbald zu dessen Trennung vom angestammten Ort. 1993 wurde zunächst die Stadt Leisnig Eigentümer der Klosteranlage, seit 1997 gehören Grundstück und Gebäude dem Förderverein Kloster Buch. Bereits durch Vorarbeit des Leisniger Geschichts- und Heimatvereins, mit neuer Intensität aber durch die Wirksamkeit des neu gegründeten Fördervereins konnte sich das einstige Kloster zu einem viel besuchten und landesweit bekannten Kultur- und Veranstaltungszentrum etablieren, das sich auch der Vermittlung von Landes- und Kulturgeschichte verpflichtet fühlt.
2. ↑  Einzeldenkmale des Zisterzienserklosters Buch:
  - Kirche: Klosterkirche, erbaut ab Ende des 12. Jahrhunderts. Vom einstigen Kirchenbau existieren als aufgehendes Mauerwerk in fragmentarischer Form nur noch die südliche und nördliche Wand des Sanktuariums, zwei Nebenkapellen mit geradem Abschluss und Tonnenwölbung im Süden, sowie eine im Norden, Teilpartien der Ostwände beider Querschiffarme, der Süd- und Westwand des südlichen Querschiffs und Teile der Südwand des südlichen Seitenschiffes. Stilistische Vergleiche ergeben, dass die Kirche in Buch bezüglich ihrer Ostteile zur sogenannten „Zweiten Generation“ von Zisterzienserkirchen gehört, also um 1190 begonnen worden sein könnte. Nach den Ergebnissen der Ausgrabungen von 1902/03 (Gurlitt, Köhler, Fischer) und den dabei festgestellten Pfeilerfundamenten sowie dem Westabschluss des Langhauses handelte es sich um eine dreischiffige, kreuzförmige Pfeilerbasilika, wahrscheinlich im gebundenen System. Das Langhaus besaß fünf fast quadratische Joche. Sanktuarium, Vierung und die Querhausarme waren wohl kreuzgratgewölbt, ebenso wie die Seitenschiffe, deren Gewölbeansätze mit Schildbögen erhalten sind. Das Mittelschiff besaß wahrscheinlich auch eine Wölbung. Fragmente an Bauornamentik indizieren den Bau des Langhauses in die Zeit des zweiten Viertels des 13. Jahrhunderts, seine Einwölbung hingegen könnte erst um 1300 entstanden sein oder wurde in dieser Zeit komplett erneuert, wie ein entsprechender Schlussstein vermuten lässt. Die Bauformen des Sakralbaues sind schlicht und von vornehmer Zurückhaltung, aufwändige Gliederungen sind nicht nachweisbar. Erhalten haben sich mehrere Kapitelle, u. a. ein sehr qualitätvolles, dreiteiliges Stück mit leicht eingerolltem Blattwerk aus der Zeit um 1220, vermutlich einer Ecksituation entstammend, sowie kelchförmige Konsolsteine als Träger von Wölbungsrippen und einige Schlusssteine unterschiedlicher Stilperioden.
  - Gutskapelle: Neubau vermutlich um 1600 mit dem Hauptraum über dem Chorquadrat der mittelalterlichen Klosterkirche und einem nach Westen orientierten Altarraum innerhalb der früheren Vierung. Er bezieht außerdem beide südlichen sowie eine der nördlichen Nebenchöre ein und besitzt hofseitig im hohen Satteldach ein Zwerchhaus mit einem Volutengiebel in den Formen der Renaissance. Bekrönung durch ein hölzernes Glockentürmchen des 19. Jahrhunderts über dem nördlichen Giebel. 1678 Weihe der Gutskapelle überliefert, dabei handelte es sich aber sehr wahrscheinlich um eine Neu-Weihe nach den Zerstörungen des Dreißigjährigen Krieges. Im Inneren schlichter Saal mit Emporen an der Ost- und Südseite. Kreuzrippenwölbungen in den Formen der Nachgotik unter den Emporen und im Altarraum. Maßwerkfenster im Altarraum ebenfalls nachgotisch. Auch Kanzel und Taufstein entstanden vermutlich um 1600 neu.
  - Klausur und Konventgebäude: Die Klausur entstand südlich der Kirche, im Osten mit dem langgestreckten und noch heute markant in Erscheinung tretenden Kapitelhaus, dem Refektorium im Süden und dem Kellerhaus und Konversenhaus im Westen. Das Kapitelhaus, erbaut ab 1192 bis Mitte des 13. Jahrhunderts, der einzige, heute noch in seiner gesamten Größe erhaltene Gebäudeteil der Klausur – enthielt im Erdgeschoss eine Folge ursprünglich zweischiffiger Räume. Von Nord nach Süd waren das Sakristei, Kapitelsaal, Auditorium (?), Durchgang zum Abtshaus, Brüdersaal (?) sowie ein nicht bestimmbarer Raum mit Kamin, vielleicht ein Skriptorium oder Parlatorium. Ganz an seinem südlichen Ende liegt der über einen von der Mulde gespeisten Graben stehende Schacht des im Obergeschoss befindlichen Necessariums. Die Räume im mittleren Bereich sind im 19. Jahrhundert durch Stalleinbauten zerstört worden, erhalten sind lediglich die Sakristei, der südliche, bereits im 16. Jahrhundert abgetrennte Teil des Brüdersaales, der heizbare Raum im Süden sowie der Abtrittschacht. Vom einstigen Dormitorium im Obergeschoss zeugen eindrucksvolle baukünstlerische Befunde, u. a. Fensterbögen, Nischen mit Wandmalereiresten und Fragmente eines Fußbodenestrichs. Hervorzuheben sind eine Reihe sehr interessanter Wandgestaltungen in den Mönchszellen, so z. B. in erweiterten Fensterbögen. Malereien und Ritzzeichnungen, zum Teil geometrischer Art, künden offenbar von sehr individuellen Gestaltungen der jeweiligen Zellenbewohner und damit von bisher kaum bekannten Besonderheiten klösterlichen Lebens. Das Dormitorium hatte in seiner ersten Fassung wohl einen offenen Dachstuhl. Später erhielt es eine hölzerne Tonnenwölbung, deren Giebelanschluss nachweisbar ist. Der heutige Dachstuhl entstammt dem 19. Jahrhundert. Das Kapitelhaus entstand ab 1192 abschnittsweise bis etwa in die Mitte des 13. Jahrhunderts. An Kunstformen sind besonders die mittleren Stützen der beiden südlichen Räume mit ihren verzierten Kelchkapitellen erwähnenswert. Östlich vor dem Kapitelsaal befand sich eine archäologisch nachgewiesene Kapelle mit Dreisechstel-Schluss, die nicht baueinheitlich war, also später angefügt wurde. Vom Refektorium haben sich nur sehr geringe Reste an Grundmauern erhalten.
  - Abtshaus und Infirmeriegebäude: Durch seine Nachnutzung als Herrenhaus des späteren Rittergutes hat sich das Abtshaus vollständig erhalten. Nach dendrochronologischen Untersuchungen seines Dachstuhles wurde es 1396 erbaut. Es schließt westlich unmittelbar an das ältere Infirmeriegebäude (vermutlich Ende 13. Jahrhundert erbaut) an und bezieht dessen Substanz in seinen nördlichen Teilen ein. Das Gebäude selbst ist ein zweigeschossiges Bauwerk mit steilem Satteldach. Seine heutige bauliche Prägung in schlichten Formen der späten Renaissance bekam es um 1600. Aus der Bauzeit erhalten haben sich das Spitzbogenportal an der Hofseite, allerdings in Sekundärverwendung, sowie die Erdgeschossfenster an der südlichen Giebelseite und der Dachstuhl. Seine über 13 m spannende Konstruktion besteht aus Sparren in 55° Neigung mit zwei Kehlbalkenlagen. Die Vollgespärre besitzen mittlere, auf einer Fußschwelle aufstehende und mittels Hängestreben an den Sparren befestigte Säulen. Eine ähnliche, nur wenige Jahre ältere Konstruktion findet sich über der Kapelle der Burg Mildenstein in Leisnig. Die mit dekorativ bemalten profilierten Bohlen abgeteilten Kammern im unteren Dachgeschoss entstanden in der Zeit um 1600. Im Obergeschoss befinden sich zwei bemerkenswerte historische Räume mit hölzernen Decken, das sogenannte Abtszimmer, eine spätmittelalterliche Bohlenstube mit tiefen, reich gekehlten Deckenbalken sowie eine westlich anschließende Kammer mit einer bemalten Bretterdecke. Stilistisch weisen beide Räume in das 15. Jahrhundert, eine Entstehung noch in der Bauzeit ist aber nicht auszuschließen. Exakte Untersuchungen stehen noch aus. Die „Grüne Stube“, der repräsentativste Raum im Erdgeschoss, entstammt dem 16. Jahrhundert, seine jetzige Kassettendecke ist Zeugnis einer Erneuerung in der Mitte des 17. Jahrhunderts. Im nördlichen Bereich des Abtshauses ist der Schlafsaal der Infirmerie aufgegangen, die offenbar damit aufgegeben wurde. Ein weiter, hoher Bogen an seiner Ostwand kündet noch heute vom Anschluss an den erhaltenen Kapellenraum mit seinem östlich vortretenden Chor. Der zweijochige, kreuzrippengewölbte Raum der Infirmeriekapelle besitzt nach Osten einen geraden Schluss mit einem Spitzbogenfenster. In ihm haben sich neben dem Altarfundament auch Reste eines Schmuckfußbodens aus roten und schwarzen keramischen Fliesen sowie farbige Wandfassungen und gemalte Weihekreuze erhalten. Fußboden und die in rot-weißen Tönen gehaltenen Wandfassungen wurden nach Befunden rekonstruiert. Die Rippenwölbung und die Schlusssteine mit kräftig ausgebildeten Weinlaubreliefs weisen in das späte 13. Jahrhundert (1270/80). An der Ostwand findet sich eine Piscine mit spitzbogigem Abschluss. In den Umfassungsmauern sind Reste der einstigen Fenster erhalten. Das schlichte Rundbogenportal an der Südseite der Infirmerie befand sich ursprünglich vermutlich weiter westlich. Die Infirmerie war durch einen langen Gang mit dem Kapitelhaus verbunden. Seine Fundamente, deren Beschaffenheit auf eine Wölbung und Zweigeschossigkeit deuten, wurden im Bereich des heutigen Gutshofes ergraben.
  - Wirtschaftsgebäude:
    - Mühle: Im Westen der Klosteranlage, an der Mulde stand einst die Mühle, von der allerdings nichts mehr erhalten ist. Nachfolgeeinrichtungen existierten ungenutzt noch bis zum Hochwasser von 2002, ein mögliches Nebengebäude blieb bis heute erhalten.
    - Malzhaus: Nur wenige Meter vom Mühlenstandort entfernt steht, angelehnt an die südliche Klostermauer ein kleines, ruinöses Bauwerk mit markantem Giebel, in der Klosterzeit das Malzhaus, möglicherweise im 14. Jahrhundert erbaut. Ihm schloss sich östlich das eigentliche Brauhaus an. Nach der Verlegung der Brauerei in die ehemalige Infirmerie 1797 diente das Malzhaus als Spritzenhaus.
    - Ehemaliges Netzhaus, spätere Schmiede: Östlich vom früheren Torhaus, direkt an die Klostermauer gebaut, erhielt sich ein kleines Bauwerk, das 1651 als Netzhaus, später als Schmiede genannt wird. In der Klosterzeit reichte es, wie ergrabene Mauerzüge belegen, erheblich weiter nach Süden und wurde wohl erst um 1600 verkürzt. Seine mittelalterliche Zweckbestimmung ist unbekannt.
    - Weitere Wirtschaftsgebäude entstanden mit dem Gutsbetrieb im Süden des Hofes:
      - Kuhstall: Auf dem Lageplan von 1817 befanden sich an dessen heutigem Standort eine Scheune von 40 × 13 m und ein Wagenschuppen von 12 m × 8 m. In Inventaren wird 1531 ein als „Naues Haus“ bezeichnetes Gebäude an gleicher Stelle erstmals genannt, welches in Inventaren ab 1678 keine Erwähnung mehr findet. Der heutige Kuhstall wurde 1890 erbaut.
      - Wirtschaftsgebäude II: Im 16. Jahrhundert bereits als Back- und Badehaus belegt, im 19. Jahrhundert als Brennerei genutzt, hierfür 1837 neue Gewölbe eingezogen. Vermutlich wurden mittelalterliche Baureste einbezogen.
      - Wirtschaftsgebäude III: 1803 als Stall- und Schuppengebäude mit Backhaus erbaut.